# CD 올메도
CD 올메도(C.D. Olmedo)는 에콰도르 리오밤바를 연고로 하는 축구 클럽이다. 이 팀은 1919년 11월 11일에 창단되었으며 현재는 세군다 카테고리아에 참가하고 있다.

## 선수 명단

### 현역
참고: FIFA 자격 규정에 따라 소속된 국가대표팀 국기를 표시합니다. 선수는 복수의 FIFA 비회원국 국적을 가지고 있을 수 있습니다.
| 번호 | 포지션 | 국적 | 이름              |
| ---- | ------ | ---- | ----------------- |
| 8    | MF     |      | 마우리시오 예드로 |

| 번호 | 포지션 | 국적 | 이름        |
| ---- | ------ | ---- | ----------- |
| -    | DF     |      | 앙헬 비오티 |

### 역대
틀:CD 올메도 선수 명단
틀:세군다 카테고리아